# 米林宏昌
米林 宏昌（よねばやし ひろまさ、1973年〈昭和48年〉7月10日 - ）は、日本のアニメーター、アニメ監督。スタジオポノック所属。2014年末まで株式会社スタジオジブリに所属していた。ジブリでの愛称は、麻呂（まろ）。

## 経歴
石川県石川郡野々市町（現:野々市市）粟田出身。
金沢美術工芸大学商業デザイン専攻。在学中から似顔絵を描いたり地元の制作会社で3年ほどアルバイトしてCM等のアニメーションを作ったりしていた。

### スタジオジブリ時代
1996年に大学を中退してスタジオジブリに入社。以来、同社にアニメーターとして在籍し、宮崎駿監督作品などに参加。『千と千尋の神隠し』、『ハウルの動く城』、『崖の上のポニョ』などで原画を担当。また、宮崎吾朗が監督した『ゲド戦記』では作画監督補として作品を支えた。短編映画では、『空想の空飛ぶ機械達』で作画監督を務め、『めいとこねこバス』では演出アニメーターを担当した。
2010年の映画『借りぐらしのアリエッティ』で、自身初となる監督に抜擢された。スタジオジブリの映画作品の監督としては最年少（公開当時37歳）であった。なお、宮崎が脚本に徹し米林に演出を委ねた理由について、プロデューサーの鈴木敏夫は、同映画は宮崎が若かりし頃に構想した点を指摘したうえで「若いときに考えていたものを、彼に提供するのが一つの役割なんじゃないか、たぶん、そう考えた」と説明している。また、この作品の企画があがった段階で、宮崎から監督を誰にするか問われた時、鈴木が米林の名前を挙げ宮崎も了承し、二人で米林を説得して決定したという。
2014年、2作目の監督作『思い出のマーニー』が公開される。同作は第88回アカデミー賞長編アニメ映画賞にノミネートされた。同年12月、スタジオジブリを退社。

### スタジオポノック時代
米林と同じくジブリを退社した『思い出のマーニー』のプロデューサー西村義明が、米林の新作映画を作るため、翌2015年4月にスタジオポノックを立ち上げる。
2017年、スタジオポノックで制作した3作目の監督作『メアリと魔女の花』が公開される。

## 人物
生まれも育ちも石川県で、地元の金沢美術工芸大の出身。金沢泉丘高校では理数科だったが、3年生の時にやはり絵をやりたいと思って美大を志望して勉強を始めた。孤独に作品と向き合う油絵や日本画といった純粋美術は何か違うと感じ、チームで作る美術をやりたくて大学の専攻はデザイン科を選んだ。また同じアニメーション監督の細田守は大学の先輩でもあり、在学期間は重なっていないものの、細田の卒業制作を学生時代のバイト先の映像制作会社で目にする機会があってその質の高さに驚いたという。
スタジオジブリと言えば高畑勲・宮崎駿両監督の強烈な個性とリーダーシップを原動力に作品を作り上げるイメージだが、これに対して米林はジブリの先輩アニメーターから外部の才能まで、いろいろなスタッフの力を積極に取り入れて皆の力を借りながら作品を作る。
子どもの頃から漫画が好きで、「週刊少年ジャンプ」を読んで鳥山明などのまねをして絵を描いたり、自作の漫画を家族に見せたりしていた。そして妹がいたので、少年漫画よりも「りぼん」などの少女漫画をよく読んでいた。クラスで壁新聞を作る時はイラストの担当だったという。
小学5年の時に『風の谷のナウシカ』を、中学の時に『天空の城ラピュタ』を見て、それ以来ずっとジブリ作品に接してきた。そして宮崎駿のように観客の五感を刺激し、一緒に体感できるようなアニメーション作品を作りたいという。
鈴木敏夫によって広められた米林が『千と千尋の神隠し』に登場するカオナシのモデルであるという説について、本人は「ラッシュで自分の描いたカオナシのシーンを見た宮崎駿が『麻呂（=米林のニックネーム）じゃないか!（アニメの中に）入ってきた』と言ったことがきっかけでそう言われるようになった」と証言している。
過去にジブリ内で、雨が降ってきた時に自分の天窓だけしか閉めない米林を見て、宮崎駿は「国に帰れ」と激怒したことがある。プロデューサーの鈴木の話では、ジブリでいちばん上手なアニメーターだという。『崖の上のポニョ』では、波の上を走るポニョの原画を担当し宮崎を唸らせた。

## 作品

### テレビアニメ
- serial experiments lain（1998年） - 原画
- MASTERキートン（1998年） - 原画
- 焼きたて!!ジャぱん（2003年） - 原画
- MONSTER（2004年） - 原画
- ハイキュー!! セカンドシーズン （2015年） - 原画

### 長編映画
- もののけ姫（1997年） - 動画
- スプリガン（1998年） - 動画
- ホーホケキョ となりの山田くん（1999年） - 動画
- 人狼 JIN-ROH（2000年） - 動画
- 千と千尋の神隠し（2001年） - 原画
- ハウルの動く城（2004年） - 原画
- ゲド戦記（2006年） - 作画監督補
- 崖の上のポニョ（2008年） - 原画
- 借りぐらしのアリエッティ（2010年） - 監督
- コクリコ坂から（2011年） - 原画
- 風立ちぬ（2013年） - 原画
- 思い出のマーニー（2014年） - 監督・脚本
- メアリと魔女の花（2017年） - 監督・脚本[21]
- 天気の子（2019年） - 原画
- 鹿の王 ユナと約束の旅（2022年） - 原画
- 君たちはどう生きるか （2023年）- 原画
- 屋根裏のラジャー（2023年）- 原画

### 短編映画
- コロの大さんぽ（2002年） - 原画
- めいとこねこバス（2002年） - 演出アニメーター
- 空想の空飛ぶ機械達（2002年） - 作画監督
- ギブリーズ episode2（2002年） - 原画
- 水グモもんもん（2006年） - 原画
- ちいさな英雄-カニとタマゴと透明人間-「カニーニとカニーノ」（2018年） - 脚本・監督

### OVA
- 炎の蜃気楼 〜みなぎわの反逆者〜（2004年） - 原画
- 茄子 スーツケースの渡り鳥（2007年） - 原画

### 短編アニメーション
- フィルムぐるぐる 「進化論」（2008年） - 絵コンテ・演出

### ゲーム
- 二ノ国 漆黒の魔導士（2010年） - 原画

### 施設内装飾
- 小松空港ステンドグラス「蝶たちと戯れる大獅子」（2018年） - 原画・監修[22]

## 著書
- 米林宏昌画集 汚れなき悪戯（2014年、復刊ドットコム）